# Клюни (конгрегация)

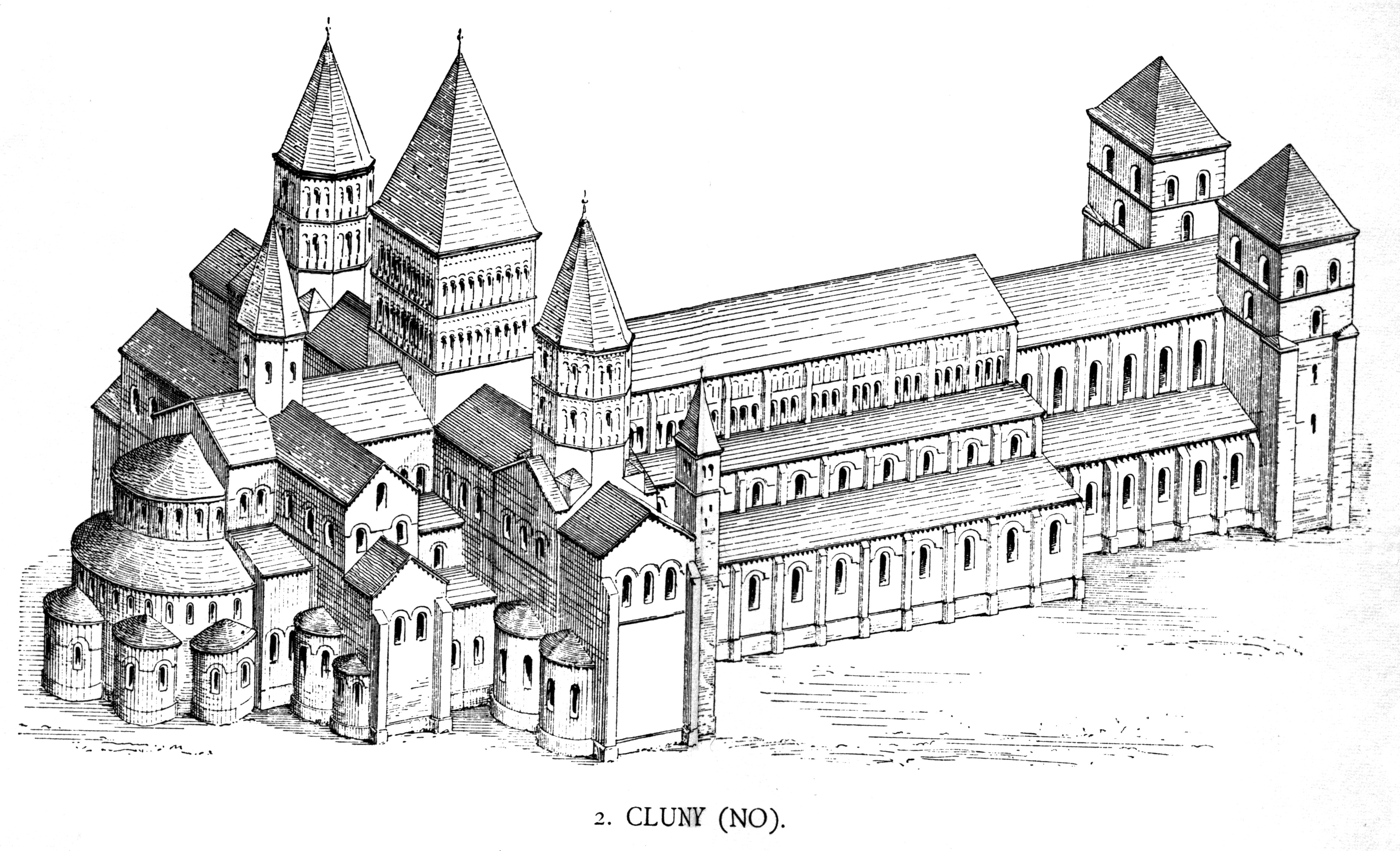
Базилика Клюни III (реконструкция)

Клюни́, Клюнийская конгрегация — монашеская конгрегация с центром в монастыре Клюни, ветвь бенедиктинцев, созданная в X веке, в ходе Клюнийской реформы. Уничтожена в ходе Великой французской революции в конце XVIII века.

## История

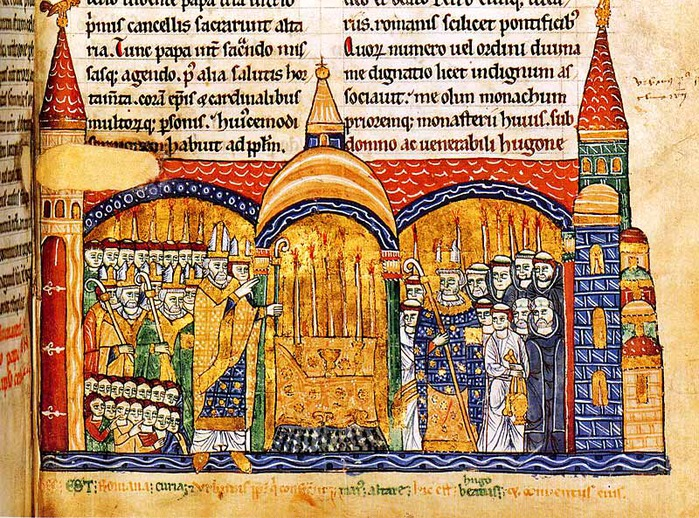
Папа Римский Урбан II освящает церковь в Клюни

В 931 году папа Иоанн XI даровал аббату монастыря Клюни святому Одону привилегию принимать под свою юрисдикцию монастыри, проводившие у себя Клюнийскую реформу, суть которой заключалась в возрождении строгой духовной и аскетической жизни в период упадка монашества. Фактически это означало создание новой конгрегации бенедиктинцев, ставившей во главу угла строгое соблюдение устава святого Бенедикта. Монастыри, присоединявшиеся к клюнийцам, выводились из-под власти местных епископов и ставились в прямое подчинение Клюнийскому аббатству, а через него — папе. Конгрегация быстро росла, несмотря на мощное противодействие французского епископата, не желавшего терять контроль над французскими монастырями. При аббате Одилоне (994—1049) к Клюни относилась уже большая часть французских и бургундских монастырей. При настоятелях Гуго Клюнийском (1049—1109) и Петре Достопочтенном (1122—1157) конгрегация перешагнула границы современной Франции, клюнийские монастыри появились в Италии, Испании, Англии, Германии и Польше, а общее число их приближалось к 2000. Всего в монастырях этого периода подвизалось около 50 тысяч монахов. В 1061 году Гуго Клюнийский основал и женскую ветвь конгрегации.
Во главе конгрегации стоял аббат монастыря Клюни, он имел право назначать (при согласовании с монахами монастыря) настоятелей (приоров) прочих клюнийских обителей. С XII века стали проводиться капитулы конгрегации. На первом капитуле, созванном Петром Достопочтенным в 1132 году, присутствовало 200 приоров и 1212 монахов. С 1200 по 1571 год капитулы проводились ежегодно. Капитул конгрегации имел статус совещательного органа, несмотря на широкий круг полномочий капитула, решающее слово в принятии решений всегда оставалось за аббатом Клюни. Клюнийская конгрегация стала самым мощным из организованных католических движений XI—XII веков. Поддержка клюнийцев стала залогом успеха Григорианской реформы.
С XIII века начался постепенный упадок конгрегации, вызванный финансовыми проблемами, ослаблением монастырских нравов и возвышением других монашеских орденов, в первую очередь цистерцианцев, другой реформаторской ветви бенедиктинцев, и вновь созданных нищенствующих орденов. В XIV—XV веках от клюнийской конгрегации отделились монастыри за пределами Франции, которые перешли в другие монашеские ордена, основанные на бенедиктинском уставе. В 1516 году король Франции добился права назначать аббатов Клюни, что привело к упадку монастыря и потере клюнийской конгрегацией своей независимости от светской власти. В 1562 году аббатство Клюни было полностью разграблено гугенотами.
К концу XVIII века клюнийская конгрегация превратилась в небольшое, чисто французское монашеское сообщество. С началом Великой французской революции оно было полностью уничтожено. Последний аббат Клюни Ж.-Б. Куртэн был казнён на гильотине в 1794 году.